# خداحافظ کوچولو
خداحافظ کوچولو فیلمی به کارگردانی و نویسندگی رضا عقیلی محصول سال ۱۳۵۴ است. «خداحافظ کوچولو» دومین فیلم پرویز حجازی در مقام تهیه کنندگی در استودیو «کامرافیلم» می‌باشد .

## خلاصه داستان
خواننده مشهوری (فروزان) به دلیل مشغله هایش از توجه به تنها فرزندش علی (شهرام ثمینی پور) غافل است. کریم (مرتضی عقیلی)، راننده ی خواننده، تنها کسی است که در غیبت مادر به علی توجه دارد و او را به گردش و تفریح می برد. بهرام (بهرام وطن پرست)، مدیر برنامه های خواننده، تمام اوقات او را پر می کند و نفرت علی و کریم را نسبت به خود برمی انگیزد. کریم از بی اعتنائی مادر به فرزندش گلایه دارد، و زن تصمیم به اخراج او می گیرد؛ اما علی مادرش را وامی دارد که از تصمیم خود صرف نظر کند. علی روز به روز افسرده تر می شود و کریم او را به بیمارستان می برد و پزشک معالج تشخیص می دهد که به دلیل اغماض در درمان علی از دست او و همکارانش کاری ساخته نیست. کریم به زن، که در شهرستان مشغول اجرای برنامه است، خبر می دهد و او از بهرام می خواهد که کلیه برنامه هایش را معوق بگذارد. حال علی رو به وخامت می گذارد، و مادر و کریم و بهرام او را به امامزاده می برند و شفا می طلبند. سرانجام علی شفا می یابد و همگی اشک افشان به تفریح می روند.

## بازیگران
- فروزان
- مرتضی عقیلی
- شهرام ثمینی پور
- بهرام وطن‌پرست
- نعمت‌الله گرجی
- سوزان
- رحیم روشنیان